# Maignelay-Montigny
Maignelay-Montigny és un municipi francès, situat al departament de l'Oise i a la regió dels Alts de França. L'any 2007 tenia 2.485 habitants.

## Demografia

### Població
El 2007 la població de fet de Maignelay-Montigny era de 2.485 persones. Hi havia 925 famílies de les quals 212 eren unipersonals (104 homes vivint sols i 108 dones vivint soles), 251 parelles sense fills, 360 parelles amb fills i 102 famílies monoparentals amb fills.
La població ha evolucionat segons el següent gràfic:
Habitants censats

### Habitatges
El 2007 hi havia 1.015 habitatges, 944 eren l'habitatge principal de la família, 24 eren segones residències i 47 estaven desocupats. 813 eren cases i 200 eren apartaments. Dels 944 habitatges principals, 552 estaven ocupats pels seus propietaris, 371 estaven llogats i ocupats pels llogaters i 22 estaven cedits a títol gratuït; 34 tenien una cambra, 51 en tenien dues, 180 en tenien tres, 270 en tenien quatre i 409 en tenien cinc o més. 654 habitatges disposaven pel capbaix d'una plaça de pàrquing. A 442 habitatges hi havia un automòbil i a 350 n'hi havia dos o més.

### Piràmide de població
La piràmide de població per edats i sexe el 2009 era:
| Homes | Edats   | Dones |
| ----- | ------- | ----- |
| 0     | 95 o +  | 0     |
| 0     | 90 a 94 | 12    |
| 4     | 85 a 89 | 16    |
| 8     | 80 a 84 | 8     |
| 28    | 75 a 79 | 48    |
| 28    | 70 a 74 | 60    |
| 36    | 65 a 69 | 36    |
| 68    | 60 a 64 | 44    |
| 36    | 55 a 59 | 40    |
| 56    | 50 a 54 | 56    |
| 96    | 45 a 49 | 92    |
| 84    | 40 a 44 | 108   |
| 100   | 35 a 39 | 88    |
| 104   | 30 a 34 | 100   |
| 88    | 25 a 29 | 112   |
| 80    | 20 a 24 | 60    |
| 104   | 15 a 19 | 80    |
| 136   | 10 a 14 | 92    |
| 120   | 5 a 9   | 72    |
| 96    | 0 a 4   | 72    |

## Economia
El 2007 la població en edat de treballar era de 1.645 persones, 1.214 eren actives i 431 eren inactives. De les 1.214 persones actives 1.042 estaven ocupades (588 homes i 454 dones) i 171 estaven aturades (86 homes i 85 dones). De les 431 persones inactives 98 estaven jubilades, 157 estaven estudiant i 176 estaven classificades com a «altres inactius».

### Ingressos
El 2009 a Maignelay-Montigny hi havia 962 unitats fiscals que integraven 2.556,5 persones, la mediana anual d'ingressos fiscals per persona era de 16.241 €.

### Activitats econòmiques
Dels 88 establiments que hi havia el 2007, 5 eren d'empreses alimentàries, 3 d'empreses de fabricació d'altres productes industrials, 12 d'empreses de construcció, 15 d'empreses de comerç i reparació d'automòbils, 7 d'empreses de transport, 6 d'empreses d'hostatgeria i restauració, 1 d'una empresa d'informació i comunicació, 6 d'empreses financeres, 1 d'una empresa immobiliària, 8 d'empreses de serveis, 14 d'entitats de l'administració pública i 10 d'empreses classificades com a «altres activitats de serveis».
Dels 37 establiments de servei als particulars que hi havia el 2009, 1 era una oficina d'administració d'Hisenda pública, 1 gendarmeria, 1 oficina de correu, 3 oficines bancàries, 2 tallers de reparació d'automòbils i de material agrícola, 1 taller d'inspecció tècnica de vehicles, 1 autoescola, 1 paleta, 3 guixaires pintors, 6 lampisteries, 1 electricista, 2 empreses de construcció, 6 perruqueries, 1 veterinari, 5 restaurants, 1 agència immobiliària i 1 saló de bellesa.
Dels 11 establiments comercials que hi havia el 2009, 2 eren supermercats, 1 un supermercat, 1 una gran superfície de material de bricolatge, 3 fleques, 1 una fleca, 1 una sabateria, 1 una botiga de material de revestiment de parets i terra i 1 una joieria.
L'any 2000 a Maignelay-Montigny hi havia 17 explotacions agrícoles que ocupaven un total de 1.568 hectàrees.

## Equipaments sanitaris i escolars
El 2009 hi havia 1 farmàcia i 1 ambulància.
El 2009 hi havia 1 escola maternal i 2 escoles elementals. Maignelay-Montigny disposava d'un col·legi d'educació secundària amb 373 alumnes.

## Poblacions més properes
El següent diagrama mostra les poblacions més properes.